# 한-아세안 특별정상회의
한·아세안 특별정상회의(ASEAN-Republic of KOREA Commemorative Summit)은 대한민국과 동남아시아 국가 연합(ASEAN) 10개국 사이에 개최하는 정상회담을 말한다.

## 배경 및 의의
대한민국과 아세안은 1989년 처음으로 대화관계(Dialogue Relation)를 수립하였다. 2009년은 20주년, 2014년은 25주년이 되는 해이다. 이에 따라 대한민국 정부는 대화관계 수립을 기념하고, 한·아세안 간 신뢰와 행복의 동반자 관계를 더욱 심화시키는 새로운 계기를 마련하기 위하여 한·아세안 특별정상회의를 개최하였다.

## 2009년 특별정상회의
2009년 특별정상회의는 이명박 정부때인 2009년 6월 1일부터 6월 2일까지 제주특별자치도에서 열렸다.
- 대한민국: 이명박 대통령
- 브루나이: 하사날 볼키아 국왕
- 캄보디아: 훈 센 총리
- 인도네시아: 수실로 밤방 유도요노 대통령
- 라오스: 부아손 부파반 총리
- 미얀마: 테인 세인 총리
- 필리핀: 글로리아 마카파갈 아로요 대통령
- 싱가포르: 리셴룽 총리
- 태국: 아피싯 웨차치와 총리
- 베트남: 응우옌떤중 총리

## 2014년 특별정상회의
2014년 특별정상회의는 박근혜 정부때인  2014년 12월 11일부터 12월 12일까지 부산광역시에서 열렸다.
- 대한민국: 박근혜 대통령
- 브루나이: 하사날 볼키아 국왕
- 캄보디아: 훈 센 총리
- 인도네시아: 조코 위도도 대통령
- 라오스: 통싱 탐마봉 총리
- 미얀마: 테인 세인 대통령
- 필리핀: 베니그노 아키노 대통령
- 싱가포르: 리셴룽 총리
- 태국: 프라윳 찬오차 총리
- 베트남: 응우옌떤중 총리

## 2019년 특별정상회의

### 개요
2019년 한-아세안 특별정상회의는 한-아세안 대화관계수립 30주년을 기념하여 문재인 정부때인 2019년 11월 25일 ~ 11월 26일, 부산 벡스코에서 개최되었다. 또한 제1차 한-메콩 정상회의 또한 한-아세안 특별정상회의에 연이어 11월 27일에 개최되었다.
이 회의로 한국은 아세안과 세 차례 이상 본국에서 특별정상회의를 개최한 최초의 국가가 되었다.

### 주요일정

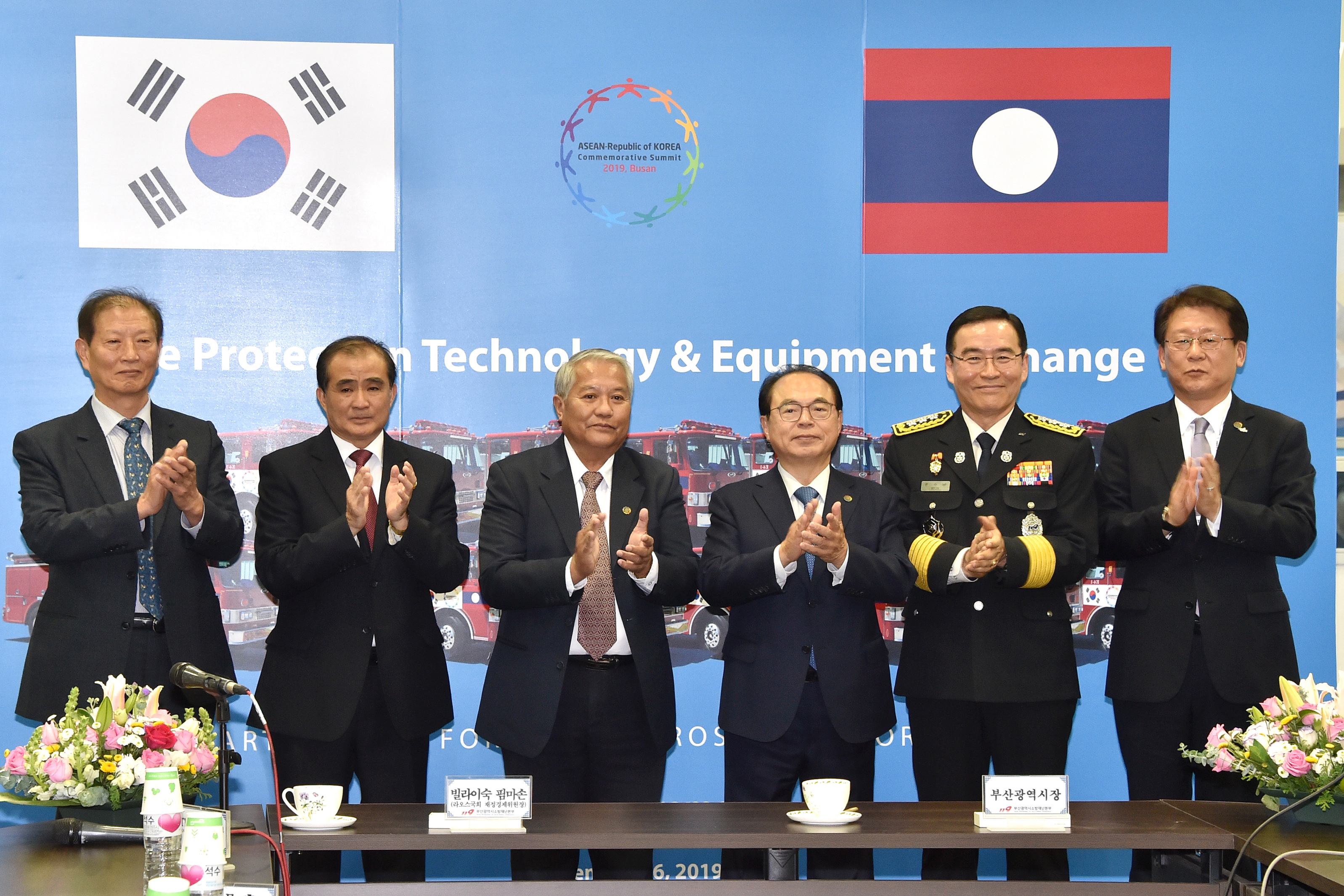
라오스 소방차량 양여식

정상회의 전후로 다양한 부대행사들이 진행되었다. 한-아세안 양측 국민들이 서울에서 부산, 광주를 거쳐 DMZ까지 여행하는 한-아세안 열차, 아세안 팝 뮤직 콘서트가 정상회의 기간전에 개최되었다.

### 참가국
브루나이, 캄보디아, 인도네시아, 라오스, 미얀마, 말레이시아, 필리핀, 싱가포르, 태국, 베트남, 스리랑카

## 한-아세안 정상회의
| 회차 | 연월일           | 개최국     | 개최도시         | 비고                                                                        |
| ---- | ---------------- | ---------- | ---------------- | --------------------------------------------------------------------------- |
| 1    | 1997년 12월 16일 | 말레이시아 | 쿠알라룸푸르     | 제1차 아세안+3 정상회의                                                     |
| 2    | 1998년 12월 16일 | 베트남     | 하노이           | 제6차 아세안 정상회의                                                       |
| 3    | 1999년 11월 28일 | 필리핀     | 마닐라           | 제3차 아세안+3 정상회의                                                     |
| 4    | 2000년 11월 24일 | 싱가포르   | 싱가포르         | 제4차 아세안+3 정상회의                                                     |
| 5    | 2001년 11월 6일  | 브루나이   | 반다르스리브가완 | 제7차 아세안 정상회의                                                       |
| 6    | 2002년 11월 5일  | 캄보디아   | 프놈펜           | 제8차 아세안 정상회의                                                       |
| 7    | 2003년 10월 8일  | 인도네시아 | 발리             | 제9차 아세안 정상회의                                                       |
| 8    | 2004년 11월 30일 | 라오스     | 비엔티안         | 제10차 아세안 정상회의                                                      |
| 9    | 2005년 12월 13일 | 말레이시아 | 쿠알라룸푸르     | 제11차 아세안 정상회의                                                      |
| 10   | 2007년 1월 14일  | 필리핀     | 세부             | 제12차 아세안 정상회의                                                      |
| 11   | 2007년 11월 21일 | 싱가포르   | 싱가포르         | 제13차 아세안 정상회의                                                      |
| 1    | 2009년 6월 2일   | 대한민국   | 제주             | 한-아세안 특별정상회의                                                      |
| 12   | 2009년 10월 24일 | 태국       | 차암 후아힌      | 제15차 아세안 정상회의                                                      |
| 13   | 2010년 10월 29일 | 베트남     | 하노이           | 제17차 아세안 정상회의                                                      |
| 14   | 2011년 11월 18일 | 인도네시아 | 발리             | 제19차 아세안 정상회의                                                      |
| 15   | 2012년 11월 19일 | 캄보디아   | 프놈펜           | 제21차 아세안 정상회의                                                      |
| 16   | 2013년 10월 9일  | 브루나이   | 반다르스리브가완 | 제23차 아세안 정상회의                                                      |
| 2    | 2014년 12월 12일 | 대한민국   | 부산             | 한-아세안 특별정상회의                                                      |
| 17   | 2015년 11월 22일 | 말레이시아 | 쿠알라룸푸르     | 제27차 아세안 정상회의                                                      |
| 18   | 2016년 9월 7일   | 라오스     | 비엔티안         | 제29차 아세안 정상회의                                                      |
| 19   | 2017년 11월 13일 | 필리핀     | 마닐라           | 제31차 아세안 정상회의                                                      |
| 20   | 2018년 11월 14일 | 싱가포르   | 싱가포르         | 제33차 아세안 정상회의                                                      |
| 3    | 2019년 11월 26일 | 대한민국   | 부산             | 한-아세안 특별정상회의                                                      |
| 21   | 2020년 11월 12일 | 베트남     | 하노이           | 제34차 아세안 정상회의 <코로나19 범유행의 여파로 화상 회의 형식으로 개최됨> |

## 같이 보기
- 아시아 태평양 경제협력체
- 동아시아 정상회의
- 아세안+3
- 아시아 유럽 정상회의
- 치앙마이 이니셔티브